# Wenzel Hablik

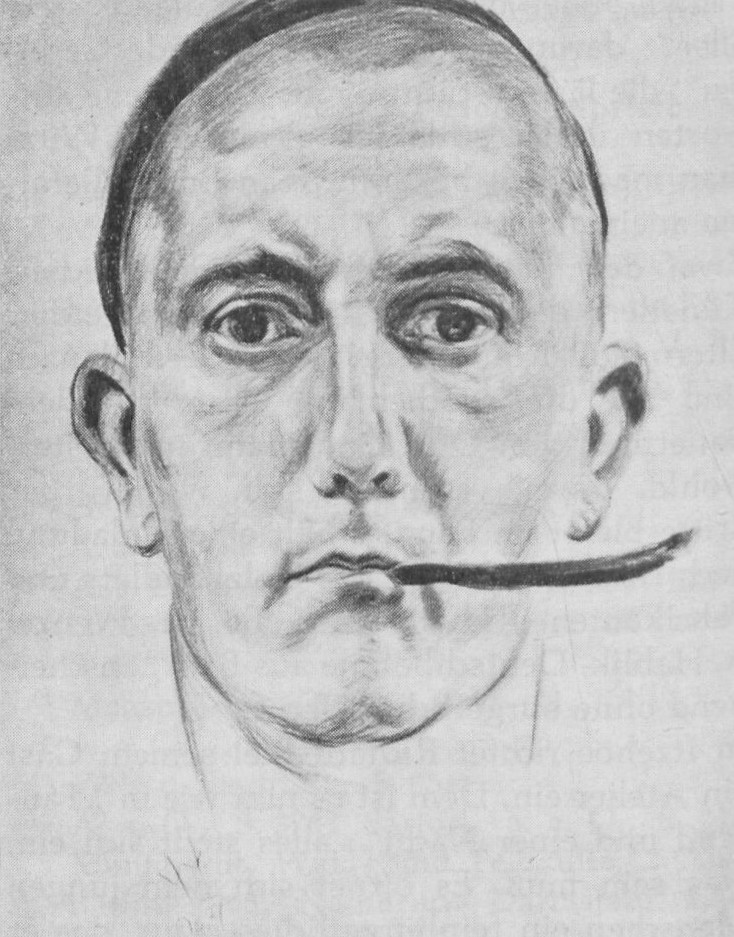
Wenzel Hablik, Selbstporträt, 1927

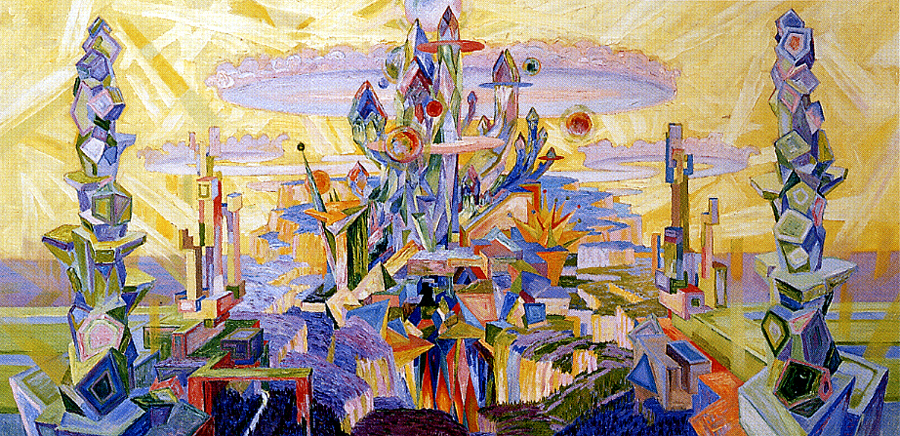
Wenzel Hablik: Utopische Architektur, 1921

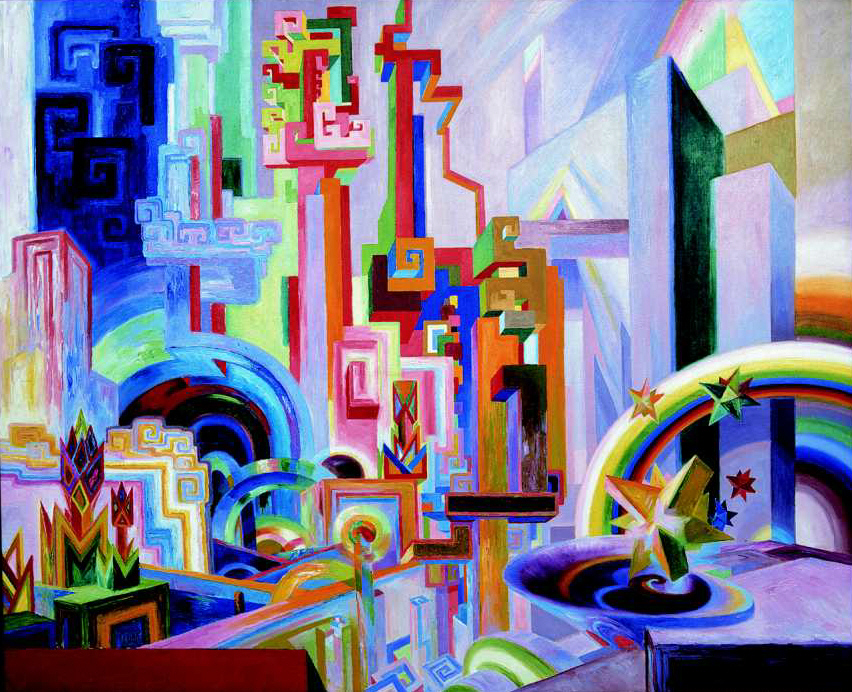
Wenzel Hablik: Große bunte utopische Bauten, 1922

Wenzel Hablik (* 4. August 1881 in Brüx, Böhmen; † 23. März 1934 in Itzehoe) war ein deutscher Maler, Grafiker und Kunsthandwerker. 

## Leben
Wenzel Hablik absolvierte noch während der Volksschulzeit vom 8. bis 12. Lebensjahr eine Tischlerlehre in der väterlichen Werkstatt. Er legte nach dreijähriger Gesellenzeit 1895 die Meisterprüfung ab. Nach Abschluss der Bürgerschule (1893–1896) wurde er Porzellanmaler in einer Fabrik in Brüx, anschließend Zeichner im Büro eines Architekten und Geometers. Von 1898 bis 1902 besuchte er die Fachschule für Tonindustrie und verwandte Gewerbe in Teplitz-Schönau (heute Teplice, Tschechien). Von 1902 bis 1905 schloss sich ein Studium der Malerei an der Wiener Kunstgewerbeschule bei Felician Myrbach sowie von Schrift und Heraldik bei Rudolf von Larisch an. Zeitweise war Hablik auch Schüler von Carl Otto Czeschka.
Ab 1902/1903 entstanden erste Zeichnungen von kristallinen Architekturen. Hablik entwarf Stoffmuster für die Wiener Möbelfabrik von Hugo Schmidl, der ihn in einen Literatenkreis um Arthur Schnitzler, Jakob Wassermann und Alexander Roda Roda einführte. Von 1905 bis 1907 folgte ein Studium an der Prager Kunstakademie bei Franz Thiele („Figurale Malerei“). Im Jahr 1906 reiste er nach Norditalien und in die Schweiz. Die Besteigung des Mont Blanc war ein prägendes Erlebnis.
In Dresden lernte Hablik 1907 den Literaten und Herausgeber der Zeitschrift Der Kunstwart, Ferdinand Avenarius, kennen. Es folgten Reisen nach Ostpreußen, Danzig und Dänemark. Mit einem Stipendium des Kunstwart verbrachte er mehrere Monate auf Sylt, wo er sich vor allem mit Meer-Studien beschäftigte. Bei einer Fahrt nach Helgoland lernte er den Holzhändler Richard Biel aus Itzehoe kennen, der ihn zu sich einlud und sein väterlicher Freund und Mäzen wurde. Über Biel lernte Hablik auch seine spätere Ehefrau Elisabeth Lindemann kennen, mit der er zwei Töchter bekam. Elisabeth Lindemann war die Leiterin der Meldorfer Museumsweberei, für deren Werkstatt er seitdem Wandbehänge und Stoffe entwarf. Hablik ließ sich 1908 endgültig in Itzehoe nieder. Gefördert von Richard Biel unternahm er 1910 eine dreimonatige Reise nach Konstantinopel und Kleinasien.
Ab 1912 bestand ein enger Kontakt zu dem Kunstkritiker und Galeristen Herwarth Walden in Berlin, durch den er die Maler Umberto Boccioni und Karl Schmidt-Rottluff kennenlernte. Im Jahre 1913 reiste er nach Finnland, 1914 nahm er mit den für Elisabeth Lindemann entworfenen Textilien an der Kölner Werkbundausstellung teil. Während des Ersten Weltkriegs war er 1915/1916 Kriegszeichner bei der Schlacht in den Karpaten, bei den Isonzoschlachten und auf Sylt, sonst aber wegen einer Behinderung des rechten Arms kriegsuntauglich. 1916 wurde er in den Deutschen Werkbund berufen.

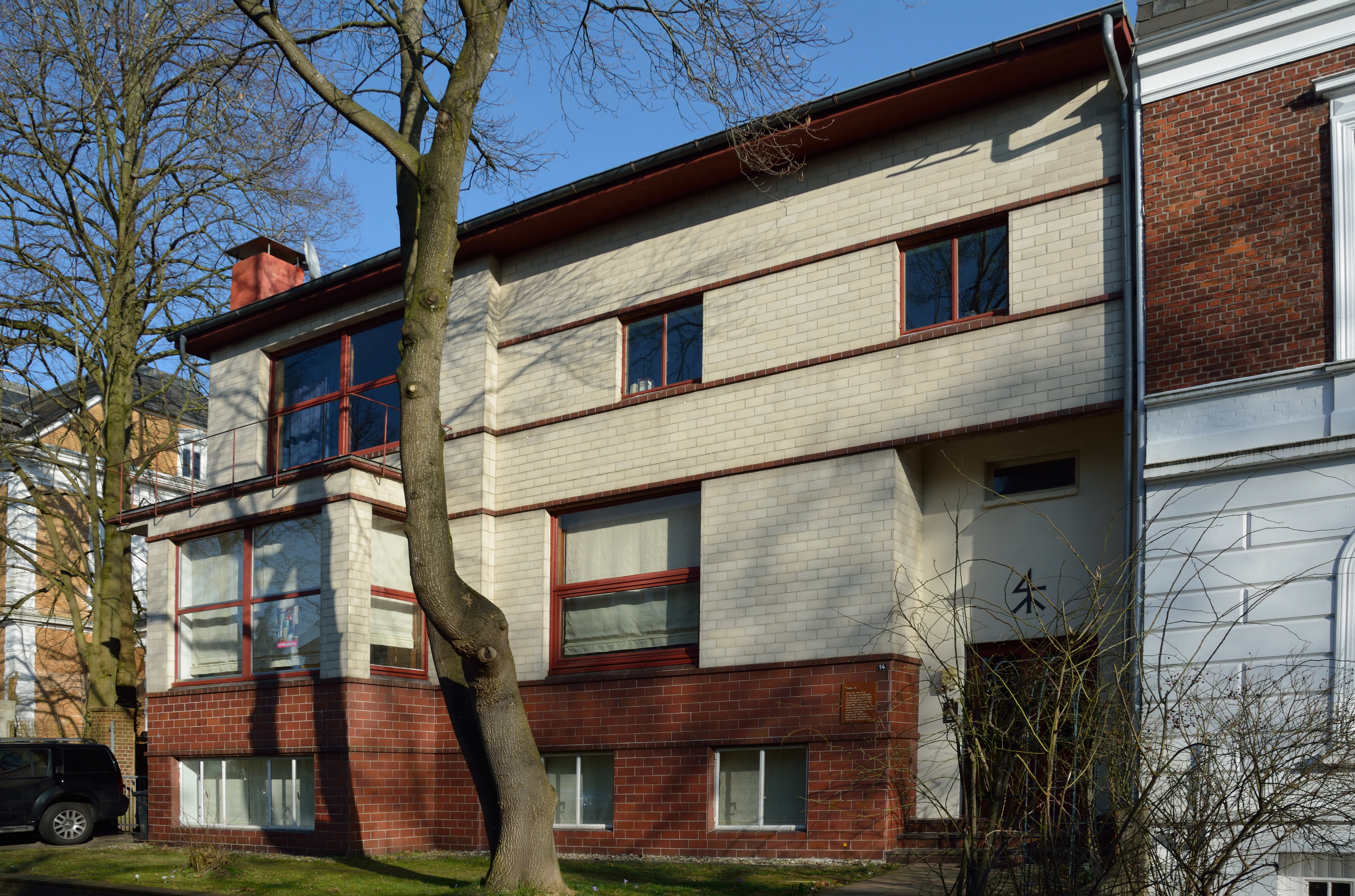
Die Villa Hablik in Itzehoe, 2014

Wenzel Hablik und Elisabeth Lindemann heirateten 1917. Die Webwerkstatt wurde als Handweberei Hablik-Lindemann in Itzehoe weitergeführt. Eine dort erworbene und nach Habliks Entwürfen umgestaltete historistische Villa wurde in den folgenden Jahren Zentrum des gemeinsamen künstlerischen Schaffens. Hier waren auch Habliks Atelier, seine umfangreichen Kristall-, Mineralien-, Muschel- und Schneckensammlungen, seine Edelsteinschleiferei und seine Metallwerkstatt untergebracht. Expressionistische Tanz- und Musikabende machten das Haus zum Treffpunkt zahlreicher Künstler, zu denen auch der Lebensreformer Fidus gehörte.
Hablik bewarb sich aufgrund seiner jahrelangen Arbeit an utopischen Architekturen im Januar 1919 um die Teilnahme an der Ausstellung für unbekannte Architekten des Arbeitsrats für Kunst in Berlin, woraufhin ihn der Architekt Walter Gropius mit großem Interesse zur Einreichung von Arbeiten aufforderte. In der am 25. März 1919 eröffneten Ausstellung war Hablik nach dem Zeichner, Maler und Schriftsteller Hermann Finsterlin der am umfangreichsten präsentierte Teilnehmer. Zu jener Zeit wurde er auch Mitglied des Altonaer Künstlervereins und des Arbeitsrats für Kunst. Der Architekt Bruno Taut forderte ihn im November 1919 auf, mit elf weiteren Architekten und Malern an einem Briefwechsel über utopische Baugedanken teilzunehmen, der bis zum Dezember 1920 bestand und unter dem Namen „Gläserne Kette“ bekannt wurde. Im Mai 1920 nahm er an der Ausstellung Neues Bauen im Graphischen Kabinett Neumann in Berlin teil, zusammen mit den Architekten Hans Scharoun, Hans und Wassili Luckhardt, Bruno und Max Taut sowie Hermann Finsterlin.
Im Jahr 1920 erhielt Hablik, der in der Habsburgermonarchie geboren worden war, die preußische Staatsbürgerschaft.

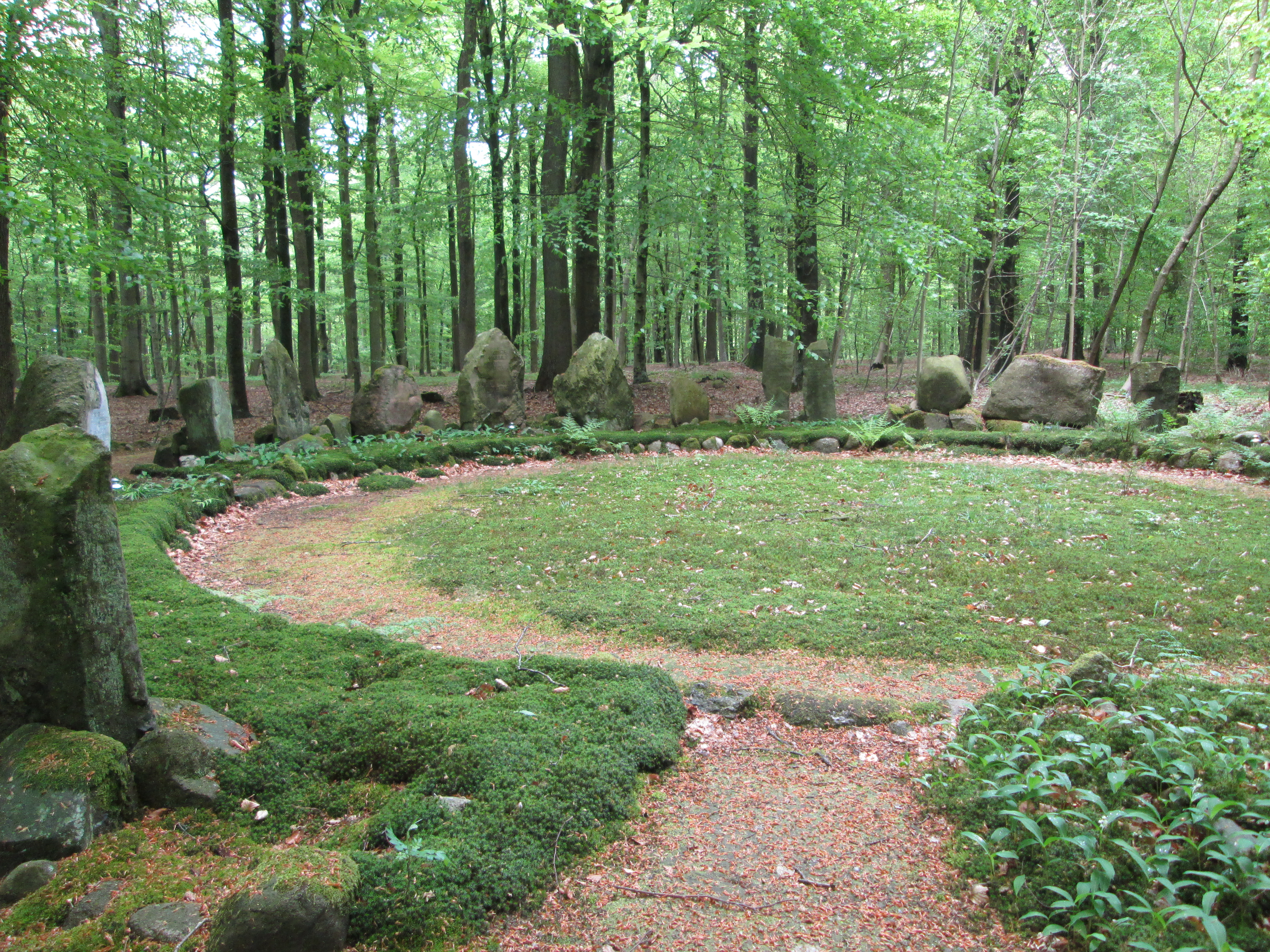
Waldfriedhof

Ab 1921 konzentrierte sich Hablik stärker auf die kunsthandwerkliche Arbeit und war mit seinen Entwürfen für Textilien, Tischgerät, Silberbestecke und Tierplastiken zweimal jährlich auf den Ausstellungen der Kunsthandwerker im Grassimuseum während der Leipziger Messen sowie bei den wichtigsten Handwerks- und Bauausstellungen im In- und Ausland vertreten. In den Jahren 1925 und 1926 reiste er nach Bolivien, Chile, Westindien und auf die Azoren.
Wenzel Hablik starb 1934 an den Folgen einer Krebserkrankung. Sein Grab liegt auf dem privaten Waldfriedhof der Familien Lindemann und Kruse in Nordhastedt-Westerwohld in Schleswig-Holstein. Sein Nachlass befindet sich seit 1995 im Wenzel-Hablik-Museum in Itzehoe. Neben der Dauerausstellung finden dort Sonderausstellungen zu Kunst, Architektur und Design statt.

## Schaffen
Neben Gemälden Malerei schuf er Zeichnungen und Graphikzyklen zum Thema einer kristallinen Architektur. Diese Arbeiten, die utopische Literatur u. a. von Paul Scheerbart reflektierten, waren die frühesten bildlichen Darstellungen ihrer Art im 20. Jahrhundert und bereiteten die expressionistische Architektur der 1920er Jahre vor. Sie werden bis heute international beachtet und ausgestellt. Hablik entwarf außerdem Stoffmuster und Wandbehänge, Möbel, vollständige Inneneinrichtungen, Tapeten, Besteck, Tischgerät, Schmuck, Porzellan und Gebrauchsgrafik, auch schuf er Entwürfe für Mode und für den Ausdruckstanz. Ebenso bedeutend wie seine Arbeiten zur „Kristallarchitektur“ sind die von ihm entworfenen und auch ausgeführten expressionistischen Innenräume.
Wenzel Hablik war Mitglied im Deutschen Künstlerbund.

## Werk

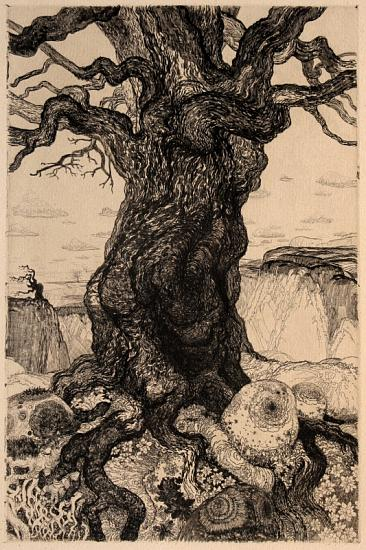
Wenzel Hablik: Knorriger Baum

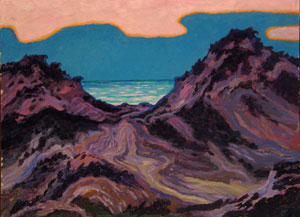
Wenzel Hablik: Sylt, Sonnenuntergang, Dünen, 1912, Museumsberg Flensburg

Von dem etwa 600 Gemälde umfassenden malerischen Werk (handschriftliches Verzeichnis des Künstlers) sind heute noch etwa 250 Ölbilder bekannt, vorwiegend aus den Bereichen Porträt, Akt, Landschaft, Blumen, daneben zahlreiche symbolistische Motive (z. B. Tote Mutter, Tod und das Mädchen, Salome, Menschenbaum, Woher-Wohin) sowie utopische und natursymbolische Themen (kristalline und utopische Bauten, Feuer, Universum). Bereits an der Wiener Kunstgewerbeschule entstanden erste Porträts. Blasses Inkarnat, stechend scharfe Augen und dünne, farbig akzentuierte Lippen heben den seelischen Ausdruck des Menschen hervor, eine Charakteristik, die bis zum Ende in Habliks Werk erhalten blieb. Böcklin, Stuck, Klinger, Hodler und Klimt waren die von ihm geschätzten Maler. Auch die Porträts der Prager Zeit 1905–07 waren noch vom Symbolismus, insbesondere vom Einfluss Edvard Munchs geprägt. Gleichzeitig entstanden Landschaften aus der Umgebung seiner Heimatstadt Brüx. Habliks pastose Maltechnik, bei der sich kurze mit dem Spachtel oder direkt aus der Tube gesetzte Striche zu Strömen und Wirbeln verdichten, steht deutlich in der Nachfolge van Goghs.
Auch bedingt durch seine Alpenwanderung 1906, bildete der Künstler eine eigene Art der Naturbetrachtung heraus, die durch den Einfluss Schopenhauers und durch sein Verständnis von Nietzsches Zarathustra das an den Naturgewalten gemessene gottähnliche Schaffen des Künstlers in den Vordergrund stellte. Auf dieser theoretischen Grundlage entstanden seit 1902 und vor allem 1906/07 seine Zeichnungen einer aus Kristallen gestalteten utopischen Welt, der „Kristallarchitektur“. Auf seinen Wanderungen durch Ostpreußen und auf der Insel Sylt erlebte er das Meer als Naturgewalt, deren zerstörerische und schöpferische Kraft er in großformatigen Ölgemälden in schnecken- und quallenartigen ornamentalen Formen darstellte. Auf der Grundlage der utopischen Zeichnungen entstand zwischen August 1908 und April 1909 ein weithin bekannt gewordenes Mappenwerk mit 20 Radierungen, Schaffende Kräfte, mit utopischen Darstellungen und Aphorismen von in den Bergen, im Meer und im Weltraum angesiedelten kristallinen Welten.
Bilder der norddeutschen Landschaft zeigen neben der Farbauflösung der Landschaftsdetails vor allem eine Gliederung in große ornamentale Flächen, die bisweilen an Hodler erinnert. Im Zentrum steht der großartige Natureindruck in Gestalt eines weit aufgespannten Himmelsgewölbes, Funken sprühender Sonnenstrahlen und hoch aufgetürmter Wetterwolken. Genreartige Bilder zeigen Hamburger Kaffeehausszenen und Motive vom Itzehoer Ochsenmarkt. Während und nach seiner Reise nach Konstantinopel 1910 entstand ein bedeutender Werkkomplex von Zeichnungen und Gemälden orientalischer Straßenszenen, Porträts, Landschafts- und Architekturansichten aus der Großstadt und aus Kleinasien. Zwischen 1909 und 1913 schuf er als weitere utopische Visionen Wand füllende Gemälde eines von phantastischen Planeten durchflogenen Weltraums, die zu den frühesten Kosmos-Bildern des 20. Jahrhunderts gehören. 1914 und 1917 entstanden großformatige Gemälde im Meer stehender Kristallbauten (eines in der Nationalgalerie Prag).
Seit 1908 entwarf er für die Familie seines Mäzens Richard Biel sowie für einen Kreis großbürgerlicher Auftraggeber in der näheren und weiteren Umgebung Itzehoes Mobiliare und Innendekorationen. Sein intensives Empfinden für die Naturschöpfung drückte sich in einer auch von der Wiener Kunstgewerbeschule und von den Zielen des Deutschen Werkbunds beeinflussten Bevorzugung sowohl exotischer als auch einheimischer Hölzer aus, die er mit kontrastreichen Farbgebungen und Maserungen aufwändig verarbeitete. Ein weiteres Beispiel aus dieser Periode ist seine Tischuhr aus dem Jahre 1911, gefertigt aus Messing mit kupfernen Uhrzeigern. Ebenfalls seit 1908 entwarf er die in der Handweberei von Elisabeth Lindemann gefertigten Textilien, unter denen seit 1911 und 1918 Muster mit kristallinen Motiven herausragten wie die bis über die zwanziger Jahre hinaus weit beachteten Zacken- und Mäanderstoffe. 
Unter dem Eindruck der Russischen Oktoberrevolution, der Literatur der Aktivisten und der Revolution in Deutschland schuf Hablik 1918/19 aktivistisch-utopische Gemälde untergehender und in kristallinen und futuristischen Formen neu entstehender Welten. Während und nach seiner Mitgliedschaft in der „Gläsernen Kette“ entstand eine neue und umfangreiche Werkgruppe von Zeichnungen und Gemälden zur utopischen Kristallarchitektur, die er erst 1925 mit einem weiteren Radierungszyklus Utopische Architektur abschloss. Seit 1919/20 entwarf er auch kunsthandwerkliche Arbeiten in utopisch-kristallinen Formen wie Lampen, Dosen und Kleinplastiken, die bei seinen Auftraggebern wie auch im eigenen Wohnhaus zusammen mit den ausgefallenen Mobiliaren und mit expressionistischen farbigen Wanddekorationen den Eindruck „utopischer“ Innenräume vermittelten. Hierzu trugen auch seine „Universum“-Bilder und die seit Jahrzehnten zusammengetragenen Kristall- und Naturaliensammlungen bei.
Nach Habliks Südamerika-Reise 1925/26 entstanden Gemälde exotischer Landschaften sowie Kakteen-Bilder, denen seit dem Anfang der dreißiger Jahre vorwiegend Blumen-Gemälde folgten. Die Maltechnik wandelte sich grundlegend hin zu Lasuren in Pastelltönen, wobei die grobe Struktur der Leinwand sichtbar bleibt. Bilder geistig überhöhter nackter Menschen, mit denen er den Anschluss an die Monumentalmalerei der dreißiger Jahre suchte, blieben vereinzelt. In seinen Entwürfen zu Inneneinrichtungen verfolgte er seit 1920 farbige Innenraumkonzepte, Möbel- und Stoffentwürfe, die unter anderem von der niederländischen Gruppe De Stijl und Arbeiten der russischen Konstruktivisten beeinflusst sind. Seine Textilentwürfe der zwanziger und vom Anfang der dreißiger Jahre gehören ebenso wie die seit 1925 von ihm entworfenen und von Elisabeth Hablik-Lindemann gewebten Bildgobelins zu den modernsten und qualitätvollsten der Zeit. Er gestaltete den 1926 gebauten Kontorsaal in Bad Oldesloe des Fabrikanten Friedrich Bölck und einen weiteren Großraum im Dach als farbenfrohe Gesamträume.

## Schriften
- Schiffbau und Künstlergeist. In: Neue Revue, 1. Jahrgang, Nr. 22, Berlin 1908.
- Die gegenwärtige Ausstellung. In: Wenzel und Elisabeth Hablik (Malerei und Webarbeiten), Ausstellungen und Vorträge im Altonaer Museum, Nr. 50, Altona 1918.
- Die freitragende Kuppel und ihre Variabilität …. In: Frühlicht, Heft 3, Magdeburg 1922 (Digitalisat in gallica).
- Dom! In: Oskar Beyer (Herausgeber): Schöpfung. Berlin 1923.
- Ewiges Handwerk. In: Handwerkskunst im Zeitalter der Maschine, Kunsthalle Mannheim 1928.

## Ausstellungen (Auswahl)
- Wenzel und Elisabeth Hablik (Malerei und Webarbeiten), Altona 1918.
- Wenzel Hablik Gedächtnisausstellungen, Grassimuseum Leipzig, Kunsthütte Chemnitz, Brüx, Prag, Reichenberg 1934–1936, Lichtwark-Stiftung Hamburg 1947.
- Wenzel Hablik 1881–1934, Schleswig-Holsteinisches Landesmuseum Schleswig 1960.
- Wenzel Hablik 1881–1934 – Ölbilder. Ausstellung Gästehaus Hinsch, Schillerstraße 27. Itzehoe, Juli 1971.[8]
- Wenzel Hablik 1881–1934, Bilder, Graphik, angewandte Kunst, Ostdeutsche Galerie Regensburg, Stadtmuseum Erlangen 1979.
- Hablik, Designer, Utopian Architect, Expressionist Artist, The Architectural Association London 1980.
- Wenzel Hablik 1881–1934. Aspekte zum Gesamtwerk, Kunsthaus Itzehoe (das heutige Wenzel-Hablik-Museum), Overbeck-Gesellschaft Lübeck 1981.
- Wenzel Hablik, Orientreise 1910, Kunsthaus Itzehoe 1988.
- Wenzel Hablik: attraverso l’espressionismo/Expressionismus und Utopie, Museo Mediceo Florenz 1989/90, Hochschule für angewandte Kunst Wien, Schleswig-Holsteinisches Landesmuseum Schleswig 1990.
- Wenzel Hablik 1881–1934, Galerie der bildenden Kunst Cheb/Eger 1992.
- Wenzel Hablik, Textilkunst und Mode, Kreismuseum Prinzeßhof Itzehoe, Städtisches Museum Flensburg (Museumsberg), Deutsches Textilmuseum Krefeld, Grassimuseum Leipzig, Badisches Landesmuseum Karlsruhe 1993/1994.
- Wenzel Hablik, Architekturvisionen 1903-1920, Institut Mathildenhöhe Darmstadt, Wenzel-Hablik-Museum Itzehoe 1995.
- Wenzel Hablik, Bilder aus dem Orient, Wenzel-Hablik-Museum Itzehoe, Schloss vor Husum, Ostholstein-Museum Eutin 1997.
- Wenzel Hablik, Innenarchitektur und Design, Wenzel-Hablik-Museum Itzehoe, Focke-Museum Bremen, Museumsberg Flensburg 1998/1999.
- Traumwelten – Natur und Technik im Werk von Wenzel Hablik, Wenzel-Hablik-Museum Itzehoe 2001.
- Wenzel Hablik (1881–1934) als Designer, Künstlermuseum in Heikendorf 2004.
- Wenzel Hablik, Inspiration : Berg – Naturerlebnisse in Böhmen – Impulse für Kreativität, Wenzel-Hablik-Museum 2004, Kunststätte Bossard 2006, Große Kunstschau Worpswede im Roselius-Museum 2006.
- Wenzel Hablik, Faszination : Wasser, Wenzel-Hablik-Museum Itzehoe 2006.
- Wenzel Hablik, Impuls : Norddeutschland, 100 Jahre Wenzel Hablik in Schleswig-Holstein, Wenzel-Hablik-Museum Itzehoe 2007.
- Verwoben, Elisabeth Lindemann, eine Handweberin in Schleswig-Holstein, Wenzel-Hablik-Museum Itzehoe 2009.
- Wenzel Hablik, Druckgrafik, Wenzel-Hablik-Museum Itzehoe 2010.
- Wenzel Hablik. Expressionistische Utopien. Martin-Gropius-Bau, Berlin 2017. Katalog.
- Wenzel Hablik. Kristallträume – Expressionismus, Architektur, Utopie , Kunstforum Hermann Stenner, Bielefeld 2021/22

## Öffentliche Sammlungen mit Werken Habliks

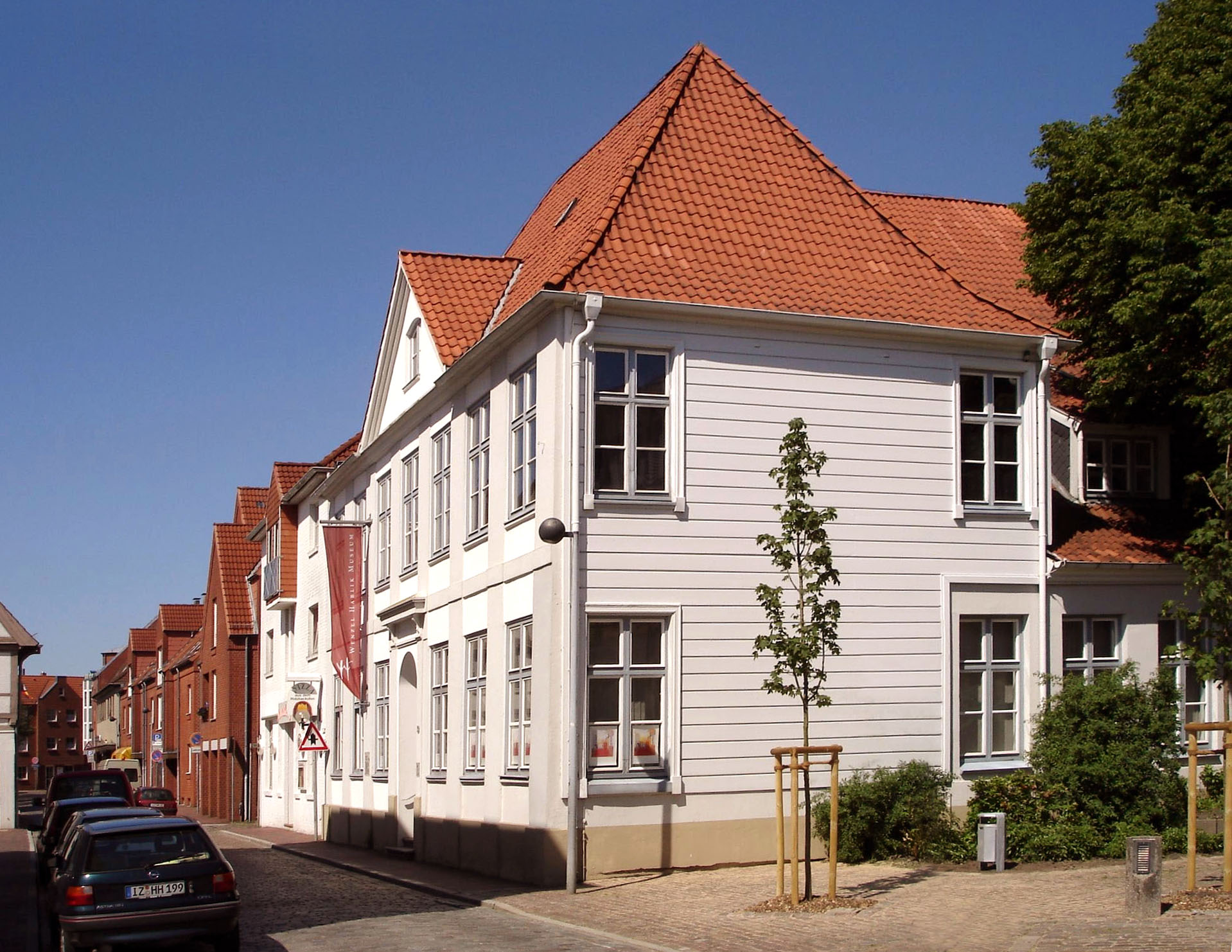
Wenzel-Hablik-Museum, Itzehoe

- Wenzel-Hablik-Museum in Itzehoe – Hier befinden sich die umfangreichste Sammlung seiner Werke und der Nachlass.
- Akademie der Künste in Berlin
- Museumsberg Flensburg[9]
- Deutsches Tapetenmuseum in Kassel
- Museum für Kunst und Gewerbe in Hamburg
- Nationalgalerie Prag
- Kunstforum Ostdeutsche Galerie in Regensburg
- Schleswig-Holsteinisches Landesmuseum in Schleswig